# Expediente S
Expediente S (por Expediente Salfate) fue un programa de televisión chileno, trasmitido por La Red y conducido por el publicista Juan Andrés Salfate.

## Formato
Este programa es prácticamente el mismo formato del programa del ex Canal 2 Rock & Pop llamado Maldita sea.
En el programa se mostraba distintas formas audiovisuales, como adelantos de estrenos (Estreno Exclusivo y Bonus Track), cortometrajes (Corto S), largometrajes, videojuegos, series de televisión, anime, material audiovisual hecho por fanáticos, nuevas tendencias audiovisuales, cineterapia, salfaterama y cultura freak, también contaba con las subsecciones "Las 200 películas que debes ver antes de morir", "Original vs Remake", "Original vs Copia Adulta", "Colección Privada", "Cine Retro", "De la Animación a la Realidad" y "Revelación S".
El programa duraba aproximadamente treinta minutos y comenzaba entre las 23:30 y las 23:45, después de la película de las 22:00. Con el estreno de Mentiras verdaderas en octubre de 2011, La Red programó a Expediente S después del programa Así Somos a las 01:30 horas.
A inicios de diciembre del 2019 se informa la desvinculación de Juan Andrés Salfate, de la misma forma se comunica que el programa no continuaría en pantalla a partir del 2020 dejando de transmitirse oficialmente el 31 de diciembre del 2019. Sin embargo, se siguió emitiendo hasta el viernes 24 de abril de 2020, a pesar, que regresó a Así somos.